# Stormvloed van 1134
De stormvloed van 1134, de eerste grote stormvloed na de stormvloed van 1014, trof vooral het zuidwesten van het grondgebied dat nu Nederland is. 
Door de stormvloed werden de verschillende kreken in Zeeland, die vooral ontstaan waren in 1014, vergroot en daarmee ook de invloed van de zee op het binnenland. Bronnen melden dat Zeeland hierbij van een aaneensluitend grondgebied veranderde in een archipel.
Verder ontstond ook het Zwin. De dijken langs het Zwin werden met elkaar verbonden met een dam, de locatie van het huidige Damme. Tussen Damme en Brugge werd een kanaal gegraven, de Nieuwe Reie, waardoor Brugge wederom een beveiligde verbinding kreeg met de Noordzee. Damme werd de haven van Brugge omdat de Nieuwe Reie enkel kleine schepen voor binnenvaart toeliet.
In Holland had deze stormvloed tot gevolg dat de duinen bij Monster en Naaldwijk in de golven verdwenen en de Heij als nieuwe Maasarm ontstond.
838 · 1014 · 1042 · 1134 · 1163 · 1164 · 1170 · 1196 · 1212 · 1214 · 1219 · 1220 · 1221 · 1248/1249 · 1277 · 1280 · 1282 · 1287 · 1288 (I) · 1288 (II) · 1322 · 1334 · 1362 · 1374 · 1375 · 1377 · 1404 · 1421 · 1424 · 1468 · 1477 · 1509 · 1514 · 1530 · 1532 · 1552 · 1566 · 1570 · 1610 · 1643 · 1651 · 1675 · 1682 · 1686 · 1703 · 1717 · 1726 · 1741 · 1775 · 1776 · 1784 · 1799 · 1808 · 1809 · 1820 · 1825 · 1855 · 1861 (I) · 1861 (II) · 1877 · 1906 · 1916 · 1926 · 1953 · 1962 · 1993 · 1995 · 2006 · 2021